# République d'Amérique centrale

Armoirie de la République d'Amérique centrale

La République d'Amérique centrale est une tentative d'union des États d'Amérique centrale qui eut lieu dans les années 1896-1898.
La conférence tenue en 1895 dans la ville d'Amapala sous la présidence du président hondurien Policarpo Bonilla aboutit à un pacte d'union entre les dirigeants du Salvador, Honduras et Nicaragua le 20 juin 1895. L'objectif était de reconstituer une union du même type que celle de la république fédérale d'Amérique centrale des années 1823-1839. Le Guatemala et le Costa Rica déclinèrent l'invitation d'adhérer à l'union.
Après deux années de discussion, une constitution est adoptée le 27 août 1898 créant un conseil exécutif siégeant à Amapala dans le golfe de Fonseca et désignant l'organisation comme États-Unis de l'Amérique centrale.
Mais, dès le 13 novembre de la même année, un coup d'État du général Tomás Regalado renverse le président élu du Salvador Rafael Antonio Gutiérrez. Le Salvador se retire immédiatement de l'union. Les deux autres États reprennent leur pleine souveraineté, le 1er décembre pour le Honduras et le 10 pour le Nicaragua.